# 中村みなの超ラジ!Rookie
『Voice of A&G Digital 中村みなの超ラジ!Rookie』（なかむらみなのちょうラジルーキー）は、2007年3月14日から2007年9月26日まで放送されたラジオ番組。

## 放送概要
パーソナリティ
- 中村みな

放送期間
- 2007年3月14日 - 2007年9月26日

放送時間
- 本放送 水曜日16:00 - 17:00
- 再放送

2007年3月15日 - 8月30日
木曜日9:00 - 10:00
（超!A&G+開局前のため、当時はUNIQue the RADIO（DRP東京 ch9301）にて放送されていた。）
2007年9月5日 - 9月26日
超!A&G+（DRP東京 ch9302）
水曜日深夜1:00 - 2:00
木曜日6:00 - 7:00

## 主なコーナー
ウィークリーみなNews
中村みなが一週間で印象に残った出来事を紹介するコーナー。最初にニュースキャスター調の語り口で、毎回3つのトピックに紹介し、1つずつその詳細を解説していく。ご近所ネタが多かったほか、たびたび実家の宮城に戻っていたことが紹介されていた。
おばあちゃんのみな袋
日常生活で使う言葉や生きていく上での常識、さらに諺（ことわざ）、四字熟語などについて、中村みなが誰の力も借りずに解説するコーナー。番組開始のころは3回の回答権が与えられていたが、途中から1回となった。お題を読み上げたあと、「知ってるー」と、中村みなが知ったかぶりをするところから始まる。番組やブログでは『ことわざ』が得意と話していたが、実際には常識問題の出題が多く、中村みなはほぼ毎回苦戦を強いられていた。
中だるみの水曜日
『これ、中だるみなんじゃないかなー』と思うようなことをテーマとして、毎回リスナーから寄せられたメールに、だるみ鑑定士＝中村みながポイントをつけていくコーナー。基本的に中だるみ度をポイントで競うコーナーであったが、極端にポイントが高い日は「みんなちょっとたるみすぎー」といった叱咤激励も。テンションが高いタイトルコールが定番だった。中村みなは番組の設定で『だるみ鑑定士』10級からスタートしたが、結局番組終了まで昇級することはできなかった。
フラッシュバック
毎回とある年をピックアップして、その年にはやったものや言葉、音楽を紹介するコーナー。社会的な大きな出来事や、その当時の中村みなの思い出のエピソードを紹介。最後にその年に流行った曲をかけていた。
みなのおススメ
中村みなの個人的なおススメを紹介するコーナー。冒頭で毎回3つのおススメを紹介し、その中から特におススメするもの1つに絞って詳細に解説していた。おススメの対象は映画やイベントのほか食べ物や便利な生活用品などあらゆるジャンル。中だるみの水曜日とは正反対に、大人っぽいタイトルコールが特徴的だった。
ふつおた
毎回メッセージテーマを番組およびブログで公表し、そのテーマに沿ったメールを紹介。番組の冒頭で紹介するほか、コーナーの合間には生放送中に到着したメールも随時紹介していた。

## エピソード
- 番組開始当初は中村みなの愛称は決まっておらず、『みなっちょ』という案にも最初は決めかねていたが、3回目の放送後のブログから自分のことを『みなっちょ』と呼ぶようになった。
- 1回だけシャッフルで「木曜超ラジ!Rookie」を担当した（2007年8月2日放送分）。その日の放送では、当時放送中の『吉田沙織の超ラジ!Rookie』のコーナーに挑戦した。
- 実家（宮城）には月に1回くらい帰っていたので、「いまさら、みなニュースで紹介もしづらくなった」と苦笑していた。
- 就職先のホテルで夜勤中にトランプをしながら2000年を迎えた（2008年8月15日放送分「フラッシュバック」のコーナーより）。
- フリートークでは「沢蟹を逃がすために檜原村に出掛けた」といった行動的な一面も。
- 最終回でのコスプレ出演を予告し、リクエストを募集した。リスナーからは和服、ゴスロリ、にしおかすみこ、（スタッフからは帆立貝の水着）といったリクエストも出ていたが、結果的には卒業ということで女子高校生の制服姿で放送を行った。

## ゲスト
- 五島貴史（2007年8月29日）
- 飯塚雅弓（2007年9月26日最終回サプライズゲスト）